# Medaglia commemorativa per i 50 anni della ferrovia Bajkal-Amur
La medaglia commemorativa per i 50 anni della ferrovia Bajkal-Amur (in russo Юбилейная медаль «100 лет гражданской авиации России»?) è un premio statale della Federazione Russa.

## Storia
La medaglia è stata istituita il 29 agosto 2022 per commemorare il cinquantesimo anniversario della ferrovia Bajkal-Amur.

## Assegnazione
La medaglia viene assegnata a partecipanti attivi alla costruzione, ricostruzione, sviluppo e manutenzione della ferrovia Bajkal-Amur e delle sue infrastrutture, compreso il personale militare delle forze armate della Federazione Russa.
La medaglia è indossato sul lato sinistro del petto e, in presenza di altri premi statali della Federazione Russa, viene posta dopo la medaglia commemorativa per l'800º anniversario di Nižnij Novgorod.

## Insegne
La medaglia è realizzata in cupronichel, una lega di rame e nichel, e ha la forma di un cerchio con un diametro di 32 mm. I contorni della medaglia sono delimitati da un bordo convesso su entrambi i lati.
Sul lato anteriore della medaglia è raffigurata una locomotiva con un treno che si muove lungo un viadotto semicircolare con sullo sfondo un'immagine stilizzata di montagne e della taiga. In alto, lungo la circonferenza, è presente l'iscrizione in rilievo: "50 ANNI DELLA LINEA PRINCIPALE BAJKAL-AMUR" (in russo: "50 ЛЕТ БАЙКАЛО-АМУРСКОЙ МАГИСТРАЛИ").
Sul retro della medaglia vi sono in rilievo i numeri "1974-2024".
La medaglia, con l'aiuto di un occhiello e di un anello, è collegata a un blocco pentagonale ricoperto da un nastro di seta moiré verde scuro con strisce bianche lungo i bordi del nastro e una striscia bianca longitudinale al centro del nastro. Il nastro è largo 24 mm e ciascuna delle strisce è larga 2 mm.